# Индустријска зона (Терни)
Индустријска зона је насеље у Италији у округу Терни, региону Умбрија.
Према процени из 2011. у насељу је живело 8 становника. Насеље се налази на надморској висини од 313 м.